# Джон Лафферті (Медаль Пошани)
Джон Лафферті (англ. John Lafferty; нар. 1842, графство Тірон — пом. 13 листопада 1903, Філадельфія) — американський військовослужбовець, петті-офіцер I класу ВМС США. Учасник Американської громадянської війни. Один з 19 військовослужбовців США двічі кавалерів Медалі Пошани, удостоєний найвищої відзнаки за проявлений героїзм на полі бою та один із чотирнадцяти, хто отримав медаль Пошани за дві різні події, причому першу нагороду отримав за сміливість у часи Громадянської війни, а другу — в мирний час.

## Біографія
Відповідно до представлення до його першої нагороди медаллю Пошани, Джон Лафферті народився в червні 1842 року в Нью-Йорку. Згідно з другою, офіційно визнаною версією, Джон Лаверті народився в 1845 році в графстві Тайрон, Ірландія. Також існує версія, що він народився в Дубліні, Ірландія, в 1849 році.
Свою першу нагороду Джон Лафферті отримав під час служби на борту корабля «Віалузінг». 25 травня 1864 року він брав участь у знищення повстанського броньового парового тарану «Албемарл» на річці Роанок. Він був одним із п'яти членів екіпажу корабля, нагороджених медаллю Пошани за хоробрість під час Громадянської війни (інші були Чарльз Болдуін, пожежний Александер Кроуфорд, Бенджамін Ллойд і Джон В. Ллойд).
Свою другу нагороду Джон Лафферті отримав 14 вересня 1881 року під час служби на борту корабля «Аляска», дерев'яного шлюпа, побудованого в 1868 році, у затоці Кальяо, Перу.
Лафферті помер у Філадельфії, штат Пенсільванія, 13 листопада 1903 року та похований на цвинтарі Маунт-Моріа, Філадельфія, штат Пенсільванія, де його могилу можна знайти на ділянці військово-морського притулку.